# 安房国義倉帳
安房国義倉帳（あわのくにぎそうちょう）は東大寺正倉院に残存する古文書である。

## 概要
文書は末尾11行だけの断簡で、｢義倉｣とは窮民を救済するための備荒貯蓄で、富戸から田祖のほかに若干の粟を徴収して蓄える倉のこと。
安房国義倉帳は、730年（天平2年）のもので、ほかに同年の越前国義倉帳の断簡も残存している。下川逸雄の｢義倉について｣の研究によれば、この断簡は長狭郡に関する文書だとされる。『和名類聚抄』などの安房国の郡名記載順序の末尾は長狭郡が位置し、郷の数でも安房国の郡のうち、平群郡の10郷、安房郡の7郷、朝夷郡の5郷、長狭郡8郷で、1郷あたり50戸なので、これを考慮すると長狭郡の約400戸がほぼ一致する。文書いよれば総戸数415戸のうち、義倉の粟を収める戸は、わずか88戸で、備荒貯蓄の余力もない等外戸が327戸を占めていたことは注目に値する。天平2年の越前国の場合も丹生郡の総戸数1019戸のうち等外戸は920戸（90%）を占めていたとの記述がある。